# Пелузий
Пелу́зий (лат. Pelusium, греч. Πηλούσιον; араб. الفرما‎, Эль-Фарама; егип. Сену, Пер Амун, ивр. סין‎, Син; копт. Ⲡⲉⲣⲉⲙⲟⲩⲛ, Перемун; арам. Сейян), также Пелусий, Пелусия — древнеегипетский город и крепость на крайнем востоке дельты Нила. Греческое Πηλούσιον означает «изобилующий болотами, трясинами».

## География
Город-крепость Пелузий находился в Нижнем Египте, в 30 километрах юго-восточнее нынешнего Порт-Саида, на самом восточном из рукавов Нила в его дельте. В конце XI века до н. э. этот рукав начал интенсивно засоряться песком, река сменила своё русло и стала течь западнее.

## Местоположение
Пелузий лежал между побережьем и болотами дельты Нила, примерно в двух с половиной милях от моря. Порт был заилен песком еще в первом веке до нашей эры, а береговая линия так далеко вышла за пределы своих древних границ, так что город даже в третьем веке нашей эры находился по крайней мере в четырех милях от Средиземного моря. 
Основным продуктом соседних земель был лен , и linum Pelusiacum  был там в изобилии и отличного качества. Пелузий был также известен как один из первых производителей пива, известного как "пелузийский напиток". Пелузий стоял как мощная пограничная крепость, на границе, защищая Египет от Сирии со стороны моря. Таким образом, находясь на стратегически важной позиции он подвергался прямому нападению со стороны любых захватчиков Египта; его часто осаждали, и у его стен происходило несколько важных сражений.

## История
В Библии Пелузий упоминается как «Син, крепость Египта» (Иез. 30:15).
После победы над египтянами в битве при Пелузии в 525 году до н. э. царь Персии Камбис II занял и разрушил Телль-эль-Масхуту, а затем покорил и весь Египет. После взятия Мемфиса Камбис II сверг фараона Псамметиха III.
В 48 году до н. э. в Пелузии был убит выдающийся римский военачальник и политик Гней Помпей. В 35 году до н. э. город заняла армия Марка Антония.
Со вспышки эпидемии чумы в Пелузии началась первая пандемия чумы, вошедшая в историю как Юстинианова чума.
В 1117 году Пелузий был до основания разрушен крестоносцами по приказанию короля Иерусалимского Балдуина I (который вскоре здесь же и скончался, отравившись рыбой).
В настоящее время Пелузий формально является номинальными центром Пилусийской митрополии Александрийской православной церкви и титулярной архиепархией Римско-католической церкви. Находящиеся поблизости развалины древнего города изучает австралийская археологическая экспедиция.